# Boîte de jonction
Pour les articles homonymes, voir Boîte.

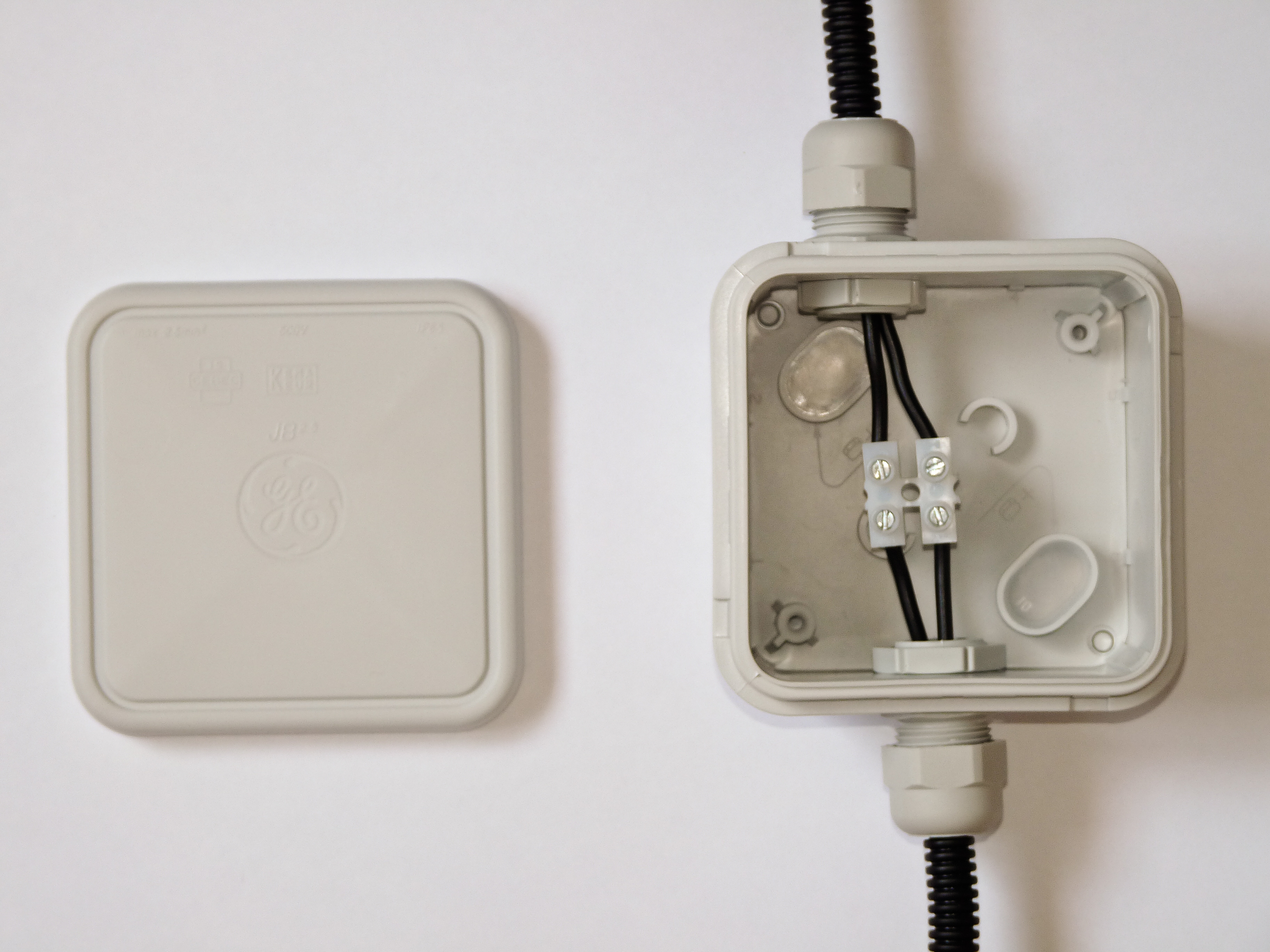
Boite de jonction avec des conducteurs reliés avec des borniers.

Une boîte de jonction (BJ) ou boîte de dérivation est un boîtier électrique située en aval d'un tableau électrique. Elle est située au plus près des installations sur le terrain et permet de centraliser les départs vers les différents appareils électriques. 
Cette boîte de jonction doit être mise à la terre si elle est en métal pour éviter les risques d'électrisation en cas de défaillance. Un couvercle est nécessaire pour éviter de toucher les conducteurs accidentellement. Les connexions sont réalisées avec des capuchons de connexion ou avec des borniers. Les fils qui entrent dans la boîte peuvent être dans des câbles ou dans des conduites. On les fixe à la boîte avec des connecteurs.        